# Carmanova
Carmanova (in russo Карманово)  è una città della Moldavia controllato dalla autoproclamata repubblica di Transnistria. È compreso nel distretto di Grigoriopol con una popolazione stimata di 5.000 abitanti (dato 2004)

## Località
Il comune è formato dall'insieme delle seguenti località:
- Carmanova (Карманово)
- Cotovca (Котовка)
- Fedoseevca (Федосеевка)
- Mocearovca (Мочаровка)